# Matías Schulz
Pour les articles homonymes, voir Schulz.

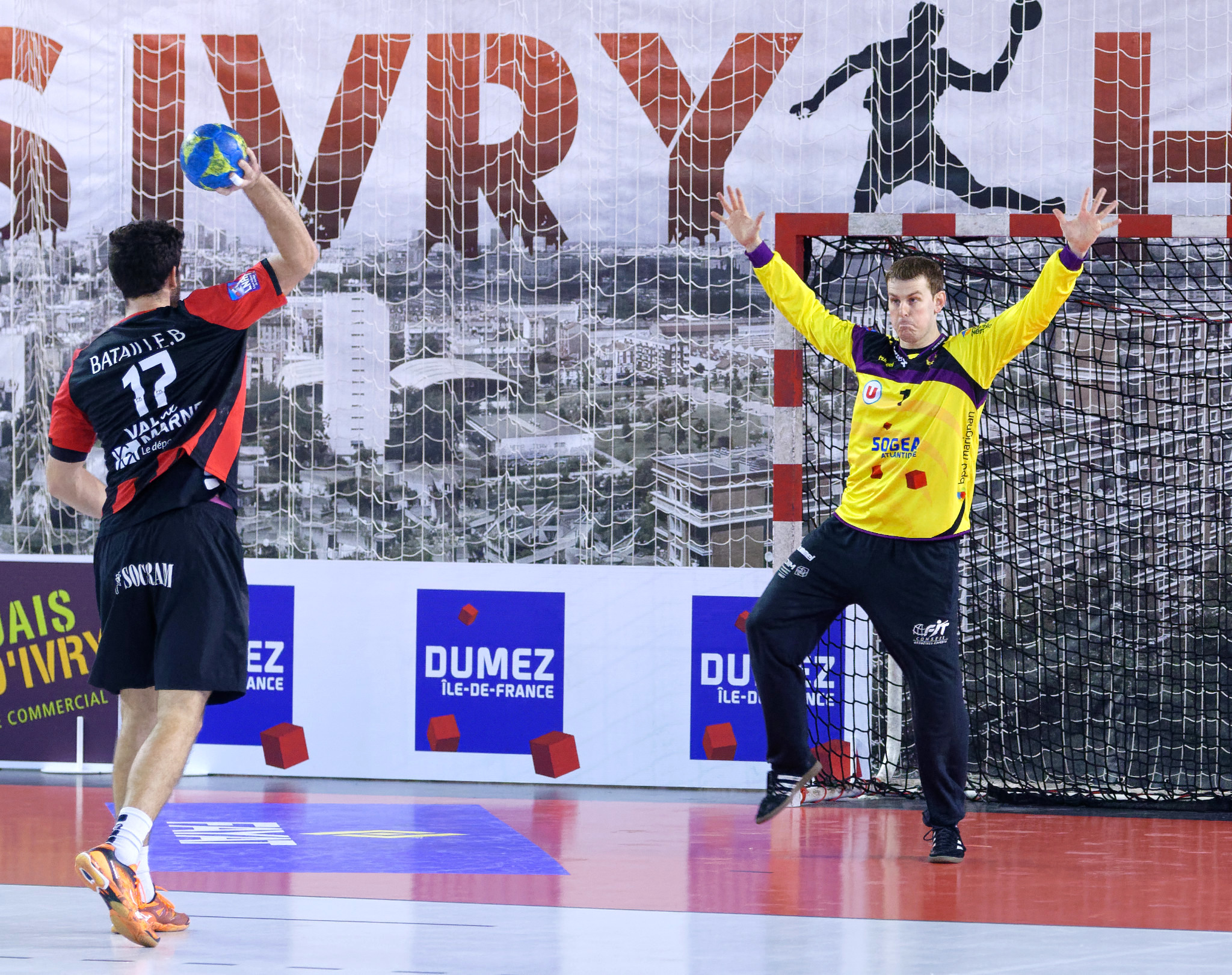
Rencontre de LNH entre l'US Ivry et le HBC Nantes. A Ivry, le 18 novembre 2015.

Matías Schulz, né le 12 février 1982 à Buenos Aires, est un joueur de handball argentin évoluant au poste de gardien de but.
Régulièrement sélectionné en équipe nationale d'Argentine, après avoir joué au Handball Club de Nantes entre 2014 et 2016, il joue actuellement pour l'équipe suisse de Pfadi Winterthur.

## Biographie
L'arrière grand-père de Matías, Karl Schulz, a quitté avec sa femme Hanovre (Empire allemand) à la fin du XIXe siècle pour rejoindre l'Argentine et sa capitale, Buenos Aires. De ce fait, Matías Schulz parle parfaitement l'allemand.
Après avoir commencé le handball à Buenos Aires, il rejoint 2006 l'Allemagne et le club de Dessau-Roßlauer HV qui évolue en division 2. Deux ans plus tard, il prend la direction de l'Espagne où il évolue en trois saisons pour trois clubs différents : SCDR Anaitasuna, BM Antequera et BM Badajoz. En 2011, il retrouve le SCDR Anaitasuna pour deux saisons avant de rejoindre en 2013 le BM Granollers avec lequel il termine 3e de la Liga Asobal. En 2014, il découvre un troisième championnat européen puisqu'il rejoint la France et le HBC Nantes en remplacement de Marouène Maggaiez.
International Argentin à 102 reprises, il a notamment participé aux Championnats du monde 2003, 2007, 2011 et 2013 ainsi que les Jeux olympiques 2012. Il a également remporté à trois reprises le Championnat panaméricain, en 2010, 2012 et 2014.

## Palmarès

### En équipe nationale
- Championnat panaméricain (3) : 2010, 2012 et 2014
- 10e place aux Jeux olympiques 2012[3]
- participation aux Championnats du monde 2003, 2007, 2011 et 2013

### En club
- Vainqueur de la Coupe de la Ligue (1) : 2015

### Récompenses individuelles
- Élu meilleur handballeur argentin de l'année (1) : 2011